# Західнолондонська лінія
51°29′57″ пн. ш. 0°12′42″ зх. д. / 51.4991° пн. ш. 0.2116° зх. д.
Західнолондонська лінія (англ. West London line, WLL) — залізнична лінія в британській столиці Лондоні. 
Вона сполучає залізничну станцію Віллесден-джанкшен на півночі та Клепгем-джанкшен на півдні. 
Поряд із тунелем Сноу-гілл на маршрутах Темзлінк та Східнолондонською лінією це єдина безперервна залізнична лінія з півночі на південь у Лондоні, тобто не закінчується на одній із головних кінцевих станцій.

## Трафік

### London Overground
На цьому маршруті потяги London Overground курсують за маршрутом Клепгем-джанкшен – Віллесден-джанкшен що чверть години, а далі кожен другий потяг прямує через Північнолондонську лінію до Стратфорда. 
Потяги London Overground зупиняються на всіх станціях.

### National Rail
Існують також щогодинні потяги Southern між Іст-Кройдоном і Мілтон-Кінзом, деякі до Аеропорт Гатвік. 
Поїзди National Rail зупиняються на станціях Клепгем-джанкшен, Імперіал-Ворф, Вест-Бромптон, Кенсінгтон (Олимпія) та Шепгердс-Буш. 
Зупинка на Віллесден-джанкшен неможлива, оскільки потяги прямують до West Coast Main Line.

## Залізничні станції
На маршруті (у напрямку південь-північ) знаходяться такі залізничні станції:
- Клепгем-джанкшен: London Overground, National Rail; перехід на всі потяги, що курсують Брайтонською залізницею[en] до Лондон-Вікторія або Лондон-Ватерлоо, а з 2012 року — на західну гілку Східнолондонської лінії, також відомої як Південнолондонська лінія.
- Імперіал-Ворф: London Overground, National Rail
- Вест-Бромптон: London Overground, National Rail; пересадка на лінію Дистрикт Лондонського метрополітену
- Кенсінгтон (Олимпія): London Overground, National Rail; пересадка на лінію Дистрикт Лондонського метрополітену
- Шепгердс-Буш: London Overground; пересадка на Центральну лінію Лондонського метрополітену
- Віллесден-джанкшен: London Overground; пересадка на Watford DC line[en] та Північнолондонську лінію London Overground та лінію Бейкерлоо лондонського метро.

## Історія
Лінія була відкрита в 1844 році «West London Joint Railway» (WLJR), дочірнім підприємством Great Western Railway (GWR), London and North Western Railway (L&NWR), і London, Brighton and South Coast Railway.
Західнолондонська лінія займалась вантажними перевезеннями, оскільки забезпечувала транспортування через Лондон. 
Північна частина між Віллесден-джанкшен і Кенсінгтон (Олимпія) та далі до Ерлс-корт була електрифікована в 1915 році L&NWR 750 В постійного струму. 
На початок ХХІ сторіччя ця електрифікація застосовується між Клепгем-джанкшен та Норт-Поул-джанкшен, 25 кВ змінного струму на решті лінії. 
В 1916 році станція Челсі-енд-Фулгем була закрита.
Після значних пошкоджень від авіабомб у Другій світовій війні пасажирські перевезення на WLL довелося припинити, а залізничні споруди зрештою були знесені. 
З 1999 року рух знову відновлюється, деякі станції знову відкриваються, а саме Віллесден-джанкшен, Кенсінгтон (Олимпія), Вест-Бромптон і Клепгем-джанкшен.  
Сент-Квінтін-парк-енд-Вормвуд-скрабс, Аксбрідж-роуд і Баттерсі не відкрилися. 
Проте сьогоднішня станція Шепгердс-Буш знаходиться на тому ж місці, що й Аксбрідж-роуд.

## Рухомий склад
| Class 378 Capitalstar   | London Overground class 378 train at Shepherd's Bush railway station | EMU | 75  | 120 | London Overground Віллесден-джанкшен — Клепгем-джанкшен |  |  |  |  |
| Class 378 Capitalstar   | London Overground class 378 train at Shepherd's Bush railway station |     |     |     |                                                         |  |  |  |  |
| Class 377/2 двосистемні | Southern Class 377 at West Brompton                                  | EMU | 100 | 160 | Southern Вотфорд-джанкшен — Клепгем-джанкшен            |  |  |  |  |
| Class 377/2 двосистемні | Southern Class 377 at West Brompton                                  |     |     |     |                                                         |  |  |  |  |
| Class 377/7 двосистемні |                                                                      | EMU | 100 | 160 | Southern Вотфорд-джанкшен — Клепгем-джанкшен            |  |  |  |  |